# Lorentz Gyllenhoff
Axel Lorentz Gyllenhoff, född den 26 april 1902 i Gunnarsnäs församling, Älvsborgs län, död den 3 november 1987 i Göteborg, var en svensk sjömilitär. Han var son till Axel Gyllenhoff.
Gyllenhoff avlade studentexamen i Halmstad 1921 och sjöofficersexamen 1924. Han blev löjtnant i flottan 1926, kapten där 1937 och kommendörkapten av andra graden 1947. Gyllenhoff tjänstgjorde inom ubåtsvapnet 1926–1946. Han var teamchef i de neutrala nationernas övervakningskommission i Korea 1953. Gyllenhoff blev riddare av Svärdsorden 1945.